# 오리앙탈 지방 (1997년)

오리앙탈 지방

오리앙탈 지방(아랍어: الجهة الشرقية, 프랑스어: Oriental)은 모로코를 구성하던 16개 지방 가운데 하나로 모로코 북동부에 위치했다. 행정 중심지는 우지다이며 면적은 82,900km2, 인구는 1,918,094명(2004년 기준)이다. 1개 현(우지다앙가드 현)과 4개 주(베르칸 주, 피기그 주, 제라다 주, 나도르 주, 타우리르트 주)를 관할했으며 알제리, 스페인(월경지 멜리야)과 국경을 접했다. 2015년에 실시된 행정 구역 개편에 따라 폐지되었다.